# Federazione di rugby a 15 della Russia
La Federacija regbi Rossii (in russo Федерация регби России?) o FRR è l'organismo federale di governo del rugby a 15 in Russia. Fondata originariamente nel 1936 come Federazione sovietica di rugby, nel 1990 diviene affiliata alla International Rugby Board.